# Janov v Orlických horách
Janov (deutsch Johanneshöfen) ist eine Gemeinde in Tschechien. Sie befindet sich acht Kilometer östlich von Nové Město nad Metují im Adlergebirge und gehört zum Okres Rychnov nad Kněžnou.

## Geographie
Janov liegt im Nordwesten des Adlergebirges zwischen den Tälern der Bäche Janovský potok und Ohnišovský potok. Südöstlich befindet sich die Ruine der Burg Dobřany.
Nachbarorte sind Tis im Norden, Sněžné im Nordosten, Sedloňov im Osten, Dobřany im Südosten, Bystré im Süden, Ohnišov im Südwesten, Vanovka im Westen sowie Bohdašín im Nordwesten.

## Geschichte
Erstmals urkundlich erwähnt wurden sowohl Janov als auch Tis im Jahre 1544. Bis zur Ablösung des Patrimonialherrschaften im Jahre 1848 gehörte Janov zur Herrschaft Opočno. 1850 kam der Ort zum Bezirk Neustadt an der Mettau und blieb bis zur Auflösung des Okres Nové Město nad Metují im Jahre 1949 diesem Bezirk zugehörig. Zwischen 1949 und 1960 war der Ort Teil des Okres Dobruška und gehört seither zum Okres Rychnov nad Kněžnou.
1960 erfolgte die Eingemeindung von Tis.

## Gemeindegliederung
Die Gemeinde Janov besteht aus den Ortsteilen Janov (Johanneshöfen) und Tis (Eiben).

## Sehenswürdigkeiten
- Kapelle St. Josef in Janov
- Marienwallfahrtskirche Rokole, am Fluss Olešenka bei Tis. Das 1930 geweihte Kirchlein ersetzte eine Holzkapelle aus dem Jahre 1859. An dem Wallfahrtsort befindet sich weiterhin die Apostelkapelle Betlém der Schönstatt-Bewegung. Der steinerne Kreuzweg aus dem Tal der Olešenka wurde 1874 angelegt.
- Schrotholzhäuser